# Крепидот желтоватый
Крепидо́т (крепидо́тус) желтова́тый (лат. Crepidotus luteolus) — вид грибов рода Крепидот (Crepidotus).

## Описание
Плодовые тела шляпочные, сидячие, прикрепляются к субстрату краем, ножка отсутствует. Обычно появляются в сростках.
Шляпка диаметром 0,2—2,5 см, распростёртая или выпукло-распростёртая, колокольчатая, полуокруглая, раковиновидная или почковидная. Край рубчатый, лопастный, завёрнутый внутрь. Поверхность войлочно-опушённая, белая или светло-жёлтая, затем палёвая.
Пластинки относительно частые, вначале белые, затем становятся серно-жёлтого или светло-коричневого цвета.
Мякоть белая, тонкая, без запаха, со сладковатым вкусом.
Остатки покрывал отсутствуют.
Споровый порошок желтовато-коричневый. Споры неамилоидные, удлинённо-эллипсоидальные или миндалевидные, размерами 7,5—10,5×4—5,5 мкм, мелкобородавчатые до почти гладких.
Хейлоцистиды гладкие, булавовидные, ампуловидные или цилиндрические, извилистые, вершина часто разветвлённая, размерами 35—65 (80)×5—10 мкм.
Гифальная система мономитическая, гифы с пряжками, диаметром 2,5—6 мкм. Тип пилеипеллиса — вначале триходермис, при созревании переходит в кутис.
Трама пластинок субрегулярная.
Базидии четырёхспоровые, булавовидные до почти мешковидной формы, размерами 20—35×5,5—9 мкм, с пряжкой в основании.

## Близкие виды
От крепидота шероховатоспорового (Crepidotus subverrucisporus) и крепидота Лунделла (Crepidotus caspari) данный вид более удлинёнными спорами и разветвлёнными хейлоцистидами.

## Экология
Сапротроф на остатках древесины лиственных пород, вызывает белую гниль, встречается также на подстилке, редок.